# Luigi Fabbrucci

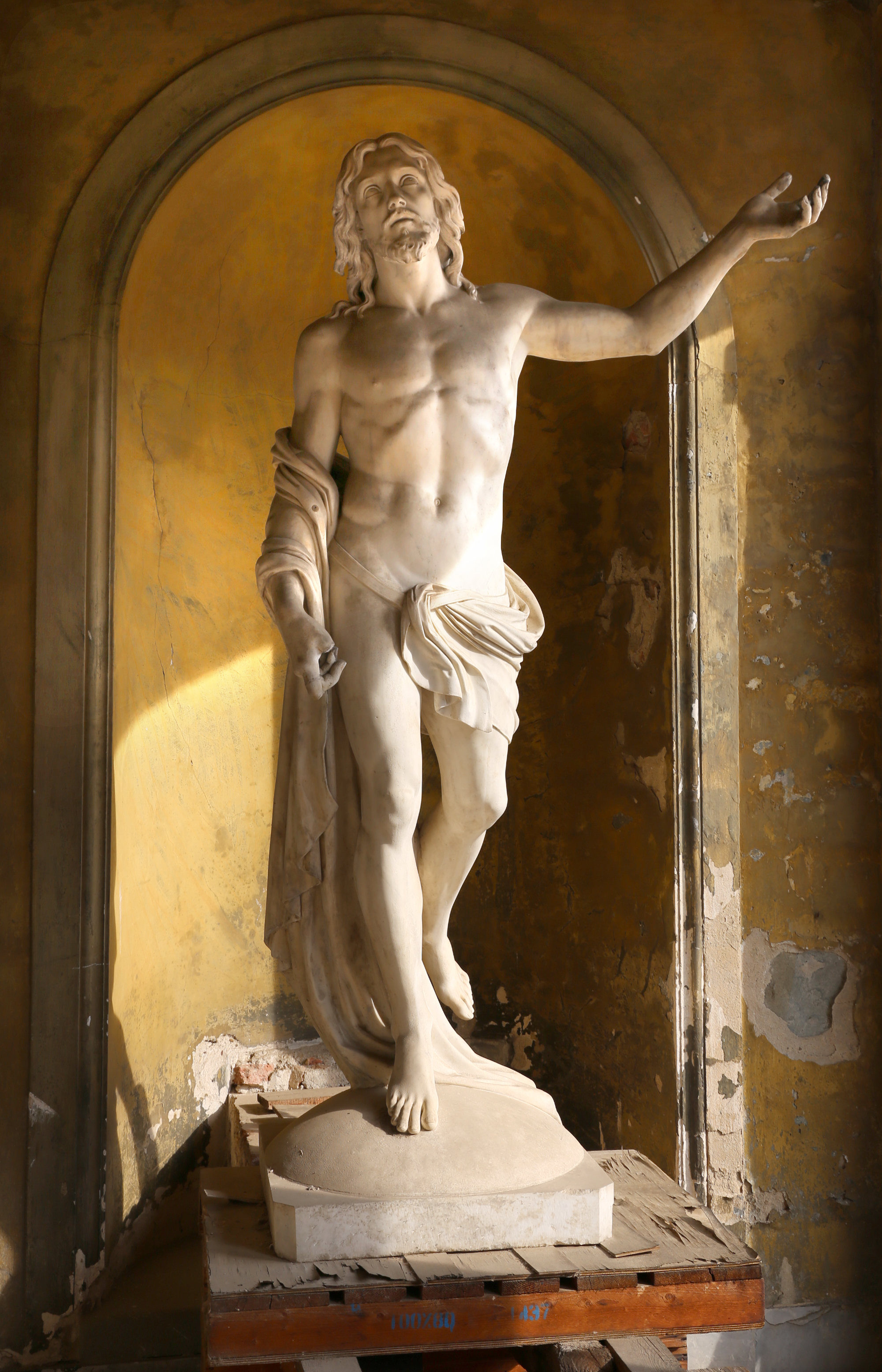
Statue von Luigi Fabbrucci

Luigi Gregorio Francesco Fabbrucci (* 1829 in Florenz; † 1893 in London) war ein italienischer Bildhauer.

## Leben und Werke
Schon im Alter von 14 Jahren kam Luigi Fabbrucci in Florenz auf die Akademie. Er studierte dort bis 1848 unter Aristodemo Costoli. 1853 schuf er sein erstes größeres Werk, eine Auferstehung Christi, die auf dem Camposanto della Misericordia in Florenz aufgestellt wurde. In den Folgejahren gestaltete er mehrere Reliefs für die Fassade von Santa Croce. Im Jahr 1860 zog er nach Paris; dort stellte er seine Werke im Salon aus, unter anderem 1863 die Statue eines Sklaven. In Paris erhielt Fabbrucci auch Staatsaufträge. Dennoch zog er 1870 nach London, wo er unter anderem Skulpturen für das Tympanon des Galeriegebäudes der Old Water Colour Society schuf. Seine Terracottagruppe Der König von Italien besucht die Cholerakranken in Neapel gelangte in die Galleria Nazionale in Rom. Zwischen 1872 und 1884 schuf Fabbrucci unter anderem Porträtbüsten sowie 1880 The Minstrel und 1882 Waiting for Mamma. Eine Büste des Generals Delaborde gelangte in den Besitz des Museums von Dijon. Ein Cristo risorto wurde im Jahr 1879 auf dem Grab der Enrichetta Michelagnoli Nerli aufgestellt. Er befindet sich auf dem Cimitero dei Pinti in Florenz.
Luigi Fabbrucci war der Vater des Bildhauers Aristide Luigi Fabbrucci.